# Nivå
Nivå este un oraș în Danemarca.